# تنابز بالألقاب
التنابز بالألقاب (بالإنجليزية: Name calling)‏ هو لغة مسيئة أو مهينة بالإشارة إلى شخص أو جماعة بالإساءة اللفظية. يتم دراسة هذه الظاهرة من قبل مجموعة متنوعة من التخصصات الأكاديمية من الأنثروبولوجيا، وعلم النفس للأطفال، والسياسة. وتدرس أيضا من قبل علماء البلاغة، ومجموعة متنوعة من التخصصات الأخرى التي تدرس تقنيات الدعاية وأسبابها وآثارها. وغالبا ما تستخدم هذه التقنية في الخطاب السياسي والنظم المدرسية، في محاولة للتأثير سلبا على خصمهم.

## في الدعاية كانحياز معرفي
يعتبر التنابز بالألقاب أحد صور التحيز المعرفي وتقنية لتعزيز الدعاية. يستخدم الدعائيون تقنية التنابز بالألقاب للتحريض على المخاوف أو إثارة التحيزات الإيجابية بقصد الاحتجاج بالخوف (بناء على تكتيكات الخوف) أو الثقة مما يشجع أولئك الذين يقرأون أو يرون أو يسمعون الدعاية علي بناء رأي سلبي فيما يتعلق بمن تتم حوله الدعاية، أو رأيا إيجابيا حول من يقوم بالدعاية، أو عن شخص أو مجموعة أو مجموعة من المعتقدات أو الأفكار التي يرغب الدعائي في أن يؤمن بها المتلقون. وتهدف هذه الطريقة إلى إثارة الاستنتاجات والإجراءات المتعلقة بمسألة ما بغض النظر عن المحايدة ومطابقتها للواقع. فعندما يستخدم هذا التكتيك بدلا من حجة، فإن التنابز بالألقاب يعتبر بديل عن الحجج العقلانية القائمة على الوقائع ضد فكرة أو معتقد، استنادا إلى مزاياه الخاصة، ويصبح شخصنة.

## في السياسة والرأي العام
وغالبا ما يلجأ السياسيون إلى «التنابز بالألقاب» خلال الحملات السياسية أو المناسبات العامة بهدف الحصول على ميزة أو الدفاع عن أنفسهم ضد الخصم أو الناقد.

## مفاهيم خاطئة شائعة
الإساءة اللفظية غير المبررة أو «التنابز بالألقاب» ليست في حد ذاتها مثالا على المغالطة المنطقية في صورة شخصنة، ولا تحدث المغالطة إلا إذا استخدمت الهجمات الشخصية لتقليل حجة المتكلم عن طريق مهاجمة المتكلم؛ والشتائم الشخصية في وسط حجة سليمة خلاف ذلك ليست هجمات مشخصنة.